# Juan Alvarado (Fußballspieler, 1893)
Juan Manuel Alvarado Rojas (* 1. Dezember 1893 in Quilpué; † 19. Dezember 1969 ebenda) war ein chilenischer Fußballspieler. Der Mittelfeldspieler absolvierte drei Länderspiele für Chile und nahm am Campeonato Sudamericano 1917 teil. 

## Vereinskarriere
Auf Vereinsebene spielte Juan Alvarado für die Santiago Wanderers.

## Nationalmannschaft
Juan Alvarado debütierte beim Campeonato Sudamericano 1917 in Uruguay im zweiten Gruppenspiel gegen Argentinien und spielte auch das dritte Gruppenspiel gegen Brasilien. Chile wurde ohne Punkt und ohne Torerfolg Turniervierter. Nur wenige Tage nach dem Turnier absolvierte Alvarado beim 1:1-Unentschieden im Freundschaftsspiel gegen Argentinien sein letztes Länderspiel.